# 일신숭배
일신숭배(一神崇拜 · Monolatrism · Monolatry)는 다수의 신이 존재한다는 것을 인정하지만 그 여러 신들 중 오직 특정 한 신만이 숭배를 받을 가치가 있다고 보고 그 신만을 일관되게 숭배하는 것이다.
일신숭배를 뜻하는 영어 낱말 "Monolatrism" 또는 "Monolatry"는 하나를 의미하는 그리스어 "모노스"(μόνος monos[*])와 숭배를 의미하는 그리스어 "라트레이아"(λατρεία latreia[*])가 결합되어 형성되었다.
일신숭배라는 용어를 최초로 사용한 사람은 율리우스 벨하우젠인 것으로 여겨지고 있다.

## 단일신교와의 공통점과 차이점
일신숭배와 단일신교(單一神敎 · Henotheism · 선택적 일신교)의 공통점은 다수의 신이 존재한다는 것을 인정하지만 그 중에서 오직 하나의 신만을 숭배한다는 것이다.
일신숭배와 단일신교의 차이점은, 일신숭배의 신앙 체계 또는 신념 체계에서는 여러 신들 중에서 하나의 신만이 숭배를 받을 가치를 지닌 유일한 신이라는 견해를 가진 반면, 단일신교의 신앙 체계 또는 신념 체계에서는 나머지 다른 신들도 현재 숭배하고 있는 신만큼 숭배를 받을 가치를 지닌 신일 수도 있다는 견해를 가진 것이다.

## 일신숭배의 예
일신숭배의 예로는 나스티시즘과 힌두교를 들 수 있다.
나스티시즘에서는 빛의 세계인 플레로마를 발출한 최고신이 있고, 플레로마에는 최고신으로부터 발출된 아이온이라는 여러 신적인 존재들이 거주하며, 이 아이온들 중 최하위에 속한 하위신인 데미우르고스가 물질 세상을 창조한 창조신이라는 견해를 가졌다. 이 견해는 다수의 신이 존재한다는 것을 인정하므로 다신교이며, 또한 다수의 신들 중 최고신만이 유일하게 숭배를 받을 가치가 있는 대상이 되므로 일신숭배에 해당한다.
브라만교와 힌두교(특히 베단타 학파)에서는 우주의 근본적 · 절대적 원리로서의 브라만이 있고 브라흐마는 브라만이 인격화된 남신으로 우주를 창조한 창조신이라는 견해가 있다. 이 견해도 일신숭배에 해당한다.

## 같이 보기
- 다신교
- 단일신교 · 선택적 일신교
- 일신교 · 유일신교
- 창조신